# Nexus 6
O Nexus 6 (codinome Shamu) é um phablet co-desenvolvido pelo Google e Motorola Mobility que executa o sistema operacional Android. O sucessor do Nexus 5, é o sexto smartphone da série Google Nexus, uma família de dispositivos de consumo Android comercializados pelo Google e construídos por um parceiro fabricante de equipamentos originais. O Nexus 6 e o Nexus 9 serviram como dispositivos de lançamento para o Android 5.0 "Lollipop".
O design e o hardware do Nexus 6 são muito semelhantes aos do Moto X de segunda geração, lançado na mesma época, com o Nexus 6 sendo ampliado com especificações mais altas.

## Lançamento
O Nexus 6 foi lançado em 15 de outubro de 2014, com disponibilidade de pré-venda desde 29 de outubro de 2014 e data de entrega no início de novembro. O preço fora do contrato nos Estados Unidos foi de US$649 para o modelo de 32 GB e US$699 para o modelo de 64 GB. O Nexus 6 estava disponível na Google Play Store, Motorola Mobility, Best Buy, T-Mobile, AT&T, Sprint, U.S. Cellular e Verizon Wireless nos Estados Unidos.
Em novembro de 2014, a disponibilidade foi anunciada para outros 12 países, incluindo Austrália, Bélgica, Canadá, França, Alemanha, Índia, Itália, Japão, Países Baixos, Espanha, Suécia e Reino Unido.
A versão da AT&T é bloqueada pelo SIM, com tethering desativado até que uma taxa seja paga para ativá-lo e vem com toques personalizados.
Em 26 de janeiro de 2015, a Motorola (agora uma subsidiária da empresa chinesa Lenovo) anunciou que um dispositivo semelhante seria lançado na China, denominado Moto X Pro; exclui os serviços e aplicativos do Google, mas ainda executa uma versão semelhante do Android.
Em 22 de abril de 2015, foi anunciado que o Nexus 6 seria o único telefone suportado pelo novo empreendimento Project Fi do Google.
Após o lançamento em setembro de 2015 do sucessor do Nexus 6, o Nexus 6P, o Google parou de vender o Nexus 6 na Google Play Store em dezembro de 2015. O Google tem uma política declarada de pelo menos dois anos de atualizações de software e três anos (ou 18 meses após a última data de venda na Play Store, o que for mais longo) de atualizações de segurança. O Nexus 6 tinha atualizações de software garantidas até outubro de 2016 e patches de segurança até outubro de 2017; no entanto, o Google anunciou que o Nexus 6 receberia a atualização do Android Nougat 7.1. Esta atualização estava inicialmente prevista para dezembro de 2016 mas foi adiado até 5 de janeiro de 2017, devido a um "bug de último minuto". Em janeiro de 2017, o Google anunciou que o Nexus 6, junto com o tablet Nexus 9, não receberia a atualização 7.1.2 Nougat, tornando o 7.1.1 a última grande atualização de software do próprio Google; no entanto, o telefone continuaria a receber patches de segurança mensais, mantendo a última versão principal do Android recebida até outubro de 2017.